# Jane Aamund
Jane Aamund, född 8 november 1936 i Frederiksberg i Köpenhamn, död 29 januari 2019 i Hvide Sande, var en dansk författare.
Hon fick sitt stora genombrott med Klinkevalstrilogien som gavs ut 1989–1992, som också filmatiserats.